# 椿玲子
椿 玲子（つばき れいこ）は日本のキュレーター。森美術館所属。

## 来歴
京都大学大学院人間・環境学研究科修士、パリ第1大学哲学科現代美術批評修士修了後、2002年より森美術館に勤務する。
美術館外での活動として、成安造形大学の客員教授（2013年 - 2014年）や青山学院大学の非常勤講師（2019年 - ）といったものがある。

## 展示企画
- 「医学と芸術展」（2010）
- 「シンプルなかたち展」（2015）
- 「宇宙と芸術展」（2016）
- 「レアンドロ・エルリッヒ展」 (2017)
- 「六本木クロッシング2019展」(2019)
- 「STARS展」（2020-2021）
- 「私たちのエコロジー」
- 「ルイーズ・ブルジョワ」
- ホー・ツーニェン
- タラ・マダニ
- 山内祥太
- 高田冬彦
- シプリアン・ガイヤール
- ツァオ・フェイ
- 「MAMリサーチ006：クロニクル京都1990s」[1]